# Isabelle Romée
Isabelle Romée, también conocida como Isabelle de Vouthon, Isabelle d'Arc o Ysabeau Romee (1377-1458), fue la madre de Juana de Arco. Creció en Vouthon-Bas y más tarde se casó con Jacques d'Arc. La pareja se trasladó a Domrémy, donde poseyeron una granja que consta de aproximadamente 50 acres (200 000 m2) de tierra. Después de las famosas hazañas de su hija en 1429, a la familia se le concedió el estatus de nobleza por Carlos VII en diciembre de aquel año. Isabelle se trasladó a Orléans en 1440 después de la muerte de su marido y recibió una pensión de la ciudad. Presentó una petición al papa Nicolás V para reabrir el caso al tribunal que condenó a Juana de herejía, y entonces, a sus setenta años, dirigió la sesión de apertura del juicio de apelación en la catedral de Notre Dame en París. La corte de apelaciones anuló la condena de Juana el 7 de julio de 1456. Isabelle murió dos años más tarde, probablemente en Sandillon, cerca de Orléans.

## Biografía
Isabelle Romée era nativa de Vouthon-Bas, un pueblo cercano a Domrémy donde ella y su marido Jacques d'Arc poseían aproximadamente 50 acres (200 000 m2) de tierra y una casa modesta. Isabelle Romée pudo adoptar su apellido de un peregrinaje a Roma. El uso de apellidos no era aun universal a inicios del siglo XV y una mujer podía ser conocida por unos diferentes a los de su marido, como seguirá siendo en ciertas culturas como la española.[cita requerida]

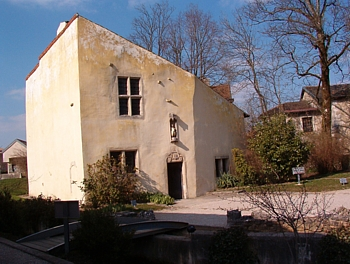
La casa donde Isabelle Romée tuvo a Juana de Arco, la cual es ahora un museo. La iglesia del pueblo está a la derecha, detrás de varios árboles.

Isabelle Romée dio a su hija una educación religiosa, católica, y le enseñó el oficio de girar lana en la rueca. También tenía tres hijos, Jacquemin, Jean, y Pierre, y otra hija llamada Catherine, aun así se sabe poco sobre su vida. Como el resto de la familia inmediata, fue ennoblecida por subvención real el 29 de diciembre de 1429. Se trasladó a Orleans en 1440 después de la muerte de su marido y recibió una pensión de la ciudad.
Isabelle Romée pasó el resto de su vida restaurando el nombre de su hija. Ella pidió al Papa Nicolás V reabrir el caso del tribunal que había condenado a Juana por herejía. Una investigación finalmente fue abierta en 1449. El jefe inquisidor de Francia, Jean Brehal, dirigió el caso y condujo una investigación inicial en mayo de 1452. El 7 de noviembre de 1455, después del inicio del papado de Calixto III, Isabelle viajó a París para visitar la delegación de la Santa Sede. A pesar de que tenía setenta años, dirigió la asamblea con un discurso emotivo. Ella dijo «tuve una hija, nacida en matrimonio legítimo, fortificada dignamente con los sacramentos de bautismo y confirmación y criada en el temor de Dios y el respeto a la tradición de la Iglesia», y acabó diciendo, «…sin ningún tipo de ayuda concedida a su inocencia en un juicio pérfido, violento, e inicuo sin pruebas razonables… ellos la condenaron de forma condenable y criminal e hicieron matarla cruelmente por el fuego». Isabelle asistió a la mayoría de las sesiones en la corte de apelaciones a pesar de su salud pobre. El tribunal de apelaciones revocó la condena el 7 de julio de 1456.
Isabelle murió el 28 de noviembre de 1458, probablemente en el pueblo de Sandillon cerca de Orleans.

## Aparición en otros medios
- Selena Royle la interpretó en la película de 1948 Juana de Arco que protagoniza Ingrid Bergman.
- Jacqueline Bisset la interpretó en la miniserie televisiva de 1999 Juana de Arco que protagoniza Leelee Sobieski.